# هوارد كيز
هوارد كيز (بالإنجليزية: Howard Keys)‏ هو لاعب كرة قدم أمريكية أمريكي، ولد في 24 يناير 1935 في أورلاندو في الولايات المتحدة، وتوفي في 21 أكتوبر 1971 في كليفلاند في الولايات المتحدة.

## وصلات خارجية
- هوارد كيز على موقع مرجع كرة القدم المحترفة.كوم (الإنجليزية)